# 6-й штурмовой авиационный корпус
6-й штурмовой авиационный Люблинский Краснознаменный корпус (6-й шак) — соединение Военно-Воздушных сил (ВВС) Вооруженных Сил РККА, принимавшее участие в боевых действиях Великой Отечественной войны.

## Наименования корпуса
- 6-й штурмовой авиационный корпус;
- 6-й штурмовой авиационный Люблинский корпус;
- 6-й штурмовой авиационный Люблинский Краснознаменный корпус;
- 75-й штурмовой авиационный Люблинский Краснознаменный корпус.

## История и боевой путь корпуса
Корпус сформирован 30 декабря 1943 года Приказом НКО СССР в составе авиации Резерва Ставки ВГК. В январе 1944 года в состав корпуса вошли вновь формируемые 197-я и 198-я штурмовые авиационные дивизии.
В начале августа 1944 года корпус в составе 197-я и 198-я штурмовых авиационных дивизий входит в состав 16-й воздушной армии. Весь личный состав этих соединений обладал хорошей подготовкой и большим боевым опытом. К 29 июля войска 69-й армии, наступавшие на левом крыле фронта, овладели на Висле плацдармом в районе Пулавы. В районе Магнушева форсироли действия наземных частей с воздуха.
К середине августа войска 8-й гвардейской армии, отражая многочисленные контратаки и преодолевая яростное сопротивление врага, с помощью авиации корпуса не только удержали, но и расширили Магнушевский плацдарм до 20 — 25 км по фронту и до 15 км в глубину. В этот период на варшавском направлении действия корпуса сводились к поддержке войск 28-й и 70-й армий в отражении многократных вражеских контратак в районах к востоку и северо-востоку от предместья Варшавы — Праги. За успешные бои на данном направлении корпусу присвоено почётное наименование Люблинского.
С 3 сентября части корпуса прикрывают операцию войск 65-й и 48-й армий на пултуском направлении, в результате которой советские войска форсировали реку Нарев и захватили плацдармы на её западном берегу. В октябре 1944 года корпус отводится в резерв для пополнения на аэродромы в район Бреста.
С ноября 1944 года корпус в составе 16-й воздушной армии 1-го Белорусского фронта по указанию Ставки начали подготовку к Висло-Одерской наступательной операции, в которой совместно с войсками соседних фронтов предстояло освободить Польшу, разгромить немецко-фашистскую группу армий «А», выйти на Одер и обеспечить условия для нанесения завершающего удара по Берлину.
С 14 января 1945 года, участвуя в Висло-Одерской операции, части корпуса прикрывают Магнушевский плацдарм, содействуют прорыву на оперативную глубину танкам 2-й танковой армии. Также дивизии корпуса осуществляют воздушное прикрытие наступления войск 5-й ударной армии, как в прорыве обороны врага, так и в развитии наступления от Вислы до Одера.
20 января противник, преследуемый войсками фронта, продолжал отход за реку Варта. Части корпуса во взаимодействии с подвижными соединениями продолжали наносить удары по отходившим колоннам, железнодорожным станциям и скоплениям немецко-фашистских войск.
Сложные метеоусловия — снегопады и плохая видимость — ограничивали боевые действия авиации. На выполнение задач высылались только наиболее опытные экипажи. 21 января штурмовики под прикрытием истребительной авиации уничтожали железнодорожные эшелоны противника на станциях Иновроцлав, Крушвица, Дембовец, Серадз, Варто и Мацишевиче, скопления войск в районе Цельне и колонны по дорогам Шадек — Варто, Серадз — Блашки. Начиная с 21 января погода резко ухудшилась, и авиация корпуса боевые вылеты выполнять не могла. В период с 22 по 28 января по той же причине боевая деятельность велась весьма ограниченно; вылеты производились главным образом на прикрытие войск и воздушную разведку.
Войска 1-го Белорусского фронта, преследуя разбитые части противника, с боями продолжали продвигаться к Одеру и 28 — 29 января перешли границу Германии. Частью сил войска фронта вели бои по уничтожению окруженного познанского гарнизона. Корпус с утра 29 января из-за крайне неблагоприятных условий погоды вел боевые действия только мелкими группами штурмовиков.
В последние дни января войска фронта, выйдя к Одеру, с ходу форсировали его и захватили плацдармы в районе Кюстрина. В течение 1 — 3 февраля войска фронта, встретив возросшее сопротивление противника, вели напряженные бои за расширение плацдармов на Одере, а частью сил уничтожали окруженные войска в Познани и Шнайдемюле. К исходу 3 февраля они полностью очистили от противника восточный берег Одера. Полки корпуса из-за неблагоприятных метеоусловий (сплошная облачность высотой до 50 м, туманы, временами дожди) и размокания летных полей боевые действия вели ограниченно, выполняя преимущественно прикрытие войск на Одере и воздушную разведку. С выходом советских войск на Одер и захватом плацдармов на его западном берегу в районе Кюстрина завершилась Висло-Одерская операция. Она закончилась разгромом немецко-фашистской группы армий «А» и полным освобождением Польши. Советская Армия вышла на подступы к Берлину, до которого оставалось 60 — 70 км.
В операции от Вислы до Одера корпус в составе 16-й воздушной армии, удерживая господство в воздухе, оказывал непосредственную поддержку войскам фронта. При развитии прорыва и преследовании немецко-фашистских войск штурмовики, тесно взаимодействуя с подвижными соединениями фронта, уничтожали отходившие вражеские колонны и не давали возможности противнику закрепиться на промежуточных рубежах.
В феврале 1945 года, после завершения Висло-Одерской операции, корпус взаимодействует с войсками 1-го Белорусского фронта, которые продолжали боевые действия по расширению плацдармов в районе Кюстрина, по овладению крепостями Познань и Шнайдемюль, отражали контратаки противника на правом крыле фронта и вели подготовку к Восточно-Померанской операции. В период с 4 по 26 февраля авиация корпуса кроме поддержки войск фронта на Одере и борьбы за господство в воздухе содействовала войскам в уничтожении вражеского гарнизона в познанской крепости и в районах Шнайдемюля и Штаргарда. 12 марта 1945 г. Москва салютовала войскам 1-го Белорусского фронта, овладевшим городом Кюстрин.
В конце марта — начале апреля 1945 года части корпуса ведут подготовку к штурму Берлина и разведку с воздуха в полосе наступления советских войск — около 120-ти километров в ширину и до 90 км в глубину, включая Берлин. С 16 апреля 1945 года корпус принимает участие в Берлинской операции.
В составе действующей армии корпус находился с 1 февраля по 25 марта 1944 года, с 7 июля по 8 сентября 1944 года и с 25 ноября 1944 года по 9 мая 1945 года
После войны 197-я штурмовая авиационная Демблинская Краснознамённая дивизия и 198-я штурмовая авиационная Варшавская Краснознамённая дивизия базировались в составе 6-го штурмового Люблинского Краснознаменного авиакорпуса 16-й воздушной армии со 2 июня 1945 года в составе Группы советских оккупационных войск в Германии. 197-я штурмовая авиационная Демблинская Краснознамённая дивизия базировалась на аэроузле Штраусберг в Германии (земля Бранденбург), а 198-я штурмовая авиационная Варшавская Краснознамённая дивизия базировались на аэродромном узле Вернойхен (Вернойхен). В ноябре дивизия передала 41-й штурмовой авиаполк в состав 3-й гвардейской шад, а 1 декабря — 567-й штурмовой авиаполк в состав 197-й шад.
198-я штурмовая авиационная Варшавская Краснознамённая дивизия вместе с 945-м штурмовым авиаполком расформированы в декабре 1945 года в составе авиакорпуса на аэродромном узле Вернойхен (Вернойхен). 197-я штурмовая авиационная Демблинская Краснознамённая дивизия приняла в свой состав в декабре 1945 года 567-й штурмовой авиаполк из состава расформировываемой 198-й штурмовой авиадивизии. 15 июля 1945 года полк перелетел на аэродром Виттшток (75 км северо-западнее Берлина). 1 декабря 1945 года полк без самолётов вошёл в состав дивизии и перебазировался на аэродром Деммин (100 км северо-западнее Штеттина).
В феврале 1946 года 197-я штурмовая авиационная Демблинская Краснознамённая дивизия вышла из состава корпуса и перебазирована в состав 11-й воздушной армии Тбилисского военного округа на аэродромы Армении: Октемберян, ныне Армавир и Аржис Армянской ССР. После перебазирования на новый аэроузел дивизия была перевооружена на новые самолёты Ил-10, а 28 июня 1946 года дивизия вместе с полками расформирована в составе 11-й воздушной армии Тбилисского военного округа.
В состав корпуса вошли 2-я гвардейская штурмовая авиационная дивизия и 11-я гвардейская штурмовая авиационная дивизия. 6-й штурмовой авиационный Люблинский Краснознаменный корпус 20 февраля 1949 года Директивой ГШ № ОРГ/1/120016 от 10 января 1949 года переименован в 75-й штурмовой авиационный Люблинский Краснознаменный корпус, 2-я гвардейская штурмовая авиационная дивизия переименована в 114-ю гвардейскую, 11-я гвардейская — в 200-ю гвардейскую штурмовые авиадивизии.
В связи со значительным сокращением авиации ВС СССР корпус 20 апреля 1956 года был расформирован на аэродроме Финстервальде. 114-я гвардейская штурмовая авиационная Черниговско-Речицкая ордена Ленина Краснознамённая ордена Суворова дивизия в августе выведена на территорию Украинской ССР на аэродром Сталино, где перевооружена на МиГ-15 и переформирована в 161-ю гвардейскую истребительную авиационную Черниговско-Речицкую ордена Ленина Краснознамённую ордена Суворова дивизию ПВО. 200-я гвардейская штурмовая авиационная Нежинская Краснознамённая ордена Суворова дивизия в июле выведена на территорию Воронежской области на аэродром Воронеж, где также перевооружена на МиГ-15 и переформирована в истребительно-бомбардировочную дивизию, получив наименование 200-я гвардейская истребительно-бомбардировочная авиационная Нежинская Краснознамённая ордена Суворова дивизия. В 1957 году дивизия расформирована.

## Командование корпуса

### Командир корпуса
- Генерал-майор авиации Токарев Борис Кузьмич[5], период нахождения в должности: с 30 декабря 1943 года по июль 1945 года.
- Генерал-майор авиации Комаров Георгий Осипович[6], период нахождения в должности: с июля 1945 года по март 1947 года.
- Генерал-майор авиации Кучма Пётр Михайлович[6], период нахождения в должности: с апреля 1947 года по октябрь 1948 года.
- Герой Советского Союза Генерал-майор авиации Гетьман Семён Григорьевич[6], период нахождения в должности: с октября 1948 года по февраль 1949 года.
- Полковник Алексей Георгиевич Вальков[6], период нахождения в должности: с февраля 1949 года по март 1951 года.
- Полковник Терехов Николай Павлович[6], период нахождения в должности: с февраля 1951 года по апрель 1954 года.

### Заместитель командира корпуса
- Полковник Чижиков Леонид Алексеевич[7], период нахождения в должности: с ноября 1949 года по ноябрь 1954 года

### Заместитель командира корпуса по политической части
полковник П. М. Тупанов

## В составе объединений
| Объединение                                                          | Период                  |
| -------------------------------------------------------------------- | ----------------------- |
| Резерв Верховного Главного Командования                              | 01.1944 — 01.02.1944    |
| 5-я воздушная армия 2-го Украинского фронта                          | 01.02.1944 — 25.03.1944 |
| Резерв Верховного Главного Командования                              | 25.03.1944 — 01.04.1944 |
| Военно-Воздушные Силы Харьковского Военного Округа                   | 01.04.1944 — 07.07.1944 |
| 6-я воздушная армия 1-го Белорусского фронта                         | 07.07.1944 — 01.08.1944 |
| 16-я воздушная армия 1-го Белорусского фронта                        | 01.08.1944 — 08.09.1944 |
| Резерв Верховного Главного Командования                              | 08.09.1944 — 25.11.1944 |
| 16-я воздушная армия 1-го Белорусского фронта                        | 25.11.1944 — 10.06.1945 |
| 16-я воздушная армия Группа советских оккупационных войск в Германии | 10.06.1945 — 20.02.1949 |
| 24-я воздушная армия Группа советских оккупационных войск в Германии | 20.02.1949 — 11.1954    |

## Соединения и части корпуса
- 197-я штурмовая авиационная Демблинская Краснознамённая дивизия (до 01.03.1946 г.)
  - 618-й штурмовой авиационный Берлинский ордена Суворова полк
  - 765-й штурмовой авиационный Варшавский ордена Суворова полк
  - 805-й штурмовой авиационный Берлинский ордена Суворова полк
- 198-я штурмовая авиационная Варшавская Краснознамённая дивизия (до 01.01.1946 г.)
  - 41-й штурмовой авиационный Воронежский Краснознамённый полк
  - 567-й штурмовой авиационный Берлинский полк
  - 945-й штурмовой авиационный Берлинский полк
- 2-я гвардейская штурмовая авиационная дивизия (с 10.06.1945 г. по 01.08.1956 г., убыла в Сталино и расформирована)
  - 58-й гвардейский штурмовой авиационный полк
  - 59-й гвардейский штурмовой авиационный полк
  - 78-й гвардейский штурмовой авиационный полк
  - 79-й гвардейский штурмовой авиационный полк
- 11-я гвардейская штурмовая авиационная дивизия (с 10.06.1945 г.)
  - 173-й гвардейский штурмовой авиационный полк
  - 174-й гвардейский штурмовой авиационный полк
  - 175-й гвардейский штурмовой авиационный полк
  - 33-й гвардейский штурмовой авиационный полк (с 12.1945 г.)
- 455-я отдельная авиационная эскадрилья связи
- 207-я отдельная рота связи
- 47-й отдельный взвод аэрофотослужбы
- 2941 военно-почтовая станция

## Участие в операциях и битвах
- Белорусская операция «Багратион» с 7 июля 1944 года по 29 августа 1944 года.
- Минская операция[5] с 29 июня 1944 года по 4 июля 1944 года
- Люблин-Брестская операция[5] с 18 июля 1944 года по 2 августа 1944 года.
- Висло-Одерская операция с 12 января 1945 года по 3 февраля 1945 года.
- Варшавско-Познанская операция[5] с 14 января 1945 года по 3 февраля 1945 года.
- Восточно-Померанская операция[5] с 10 февраля 1945 года по 20 марта 1945 года.
- Берлинская операция[5] с 16 апреля 1945 года по 8 мая 1945 года.

## Почётные наименования
- 6-му штурмовому авиационному корпусу за успешные действия в боях на подступах к Висле присвоено почётное наименование «Люблинский»[5][8]
- 197-й штурмовой авиационной дивизии за отличие в боях при овладении городом и крепостью Демблин (Ивангород) — крупным железнодорожным узлом и мощным опорным пунктом обороны немцев на реке Висла Приказом НКО СССР от 9 августа 1944 года на основании Приказа ВГК № 150 от 26 июля 1944 года присвоено почётное наименование «Демблинская»[6].
- 198-й штурмовой авиационной дивизии за отличие в боях при овладении городом Варшава — важнейшим стратегическим узлом обороны немцев на реке Висла Приказом НКО СССР от 19 февраля 1945 года на основании Приказа ВГК № 223 от 17 января 1945 года присвоено почётное наименование«Варшавская»[9].
- 567-му штурмовому авиационному полку за отличие в боях при разгроме берлинской группы немецких войск овладением столицы Германии городом Берлин — центром немецкого империализма и очагом немецкой агрессии Приказом НКО СССР № 111 от 11 июня 1945 года на основании Приказа ВГК № 359 от 2 мая 1945 года присвоено почётное наименование «Берлинский»[10].
- 618-му штурмовому авиационному полку за отличие в боях при разгроме берлинской группы немецких войск овладением столицы Германии городом Берлин — центром немецкого империализма и очагом немецкой агрессии Приказом НКО СССР № 111 от 11 июня 1945 года на основании Приказа ВГК № 359 от 2 мая 1945 года присвоено почётное наименование «Берлинский»[10].
- 765-му штурмовому авиационному полку за отличие в боях при овладении городом Варшава — важнейшим стратегическим узлом обороны немцев на реке Висла Приказом НКО СССР от 19 февраля 1945 года на основании Приказа ВГК № 223 от 17 января 1945 года присвоено почётное наименование «Варшавский»[9].
- 805-му штурмовому авиационному полку за отличие в боях при разгроме берлинской группы немецких войск овладением столицы Германии городом Берлин — центром немецкого империализма и очагом немецкой агрессии Приказом НКО СССР № 111 от 11 июня 1945 года на основании Приказа ВГК № 359 от 2 мая 1945 года присвоено почётное наименование «Берлинский»[10].
- 945-му штурмовому авиационному полку за отличие в боях при разгроме берлинской группы немецких войск овладением столицы Германии городом Берлин — центром немецкого империализма и очагом немецкой агрессии Приказом НКО СССР № 111 от 11 июня 1945 года на основании Приказа ВГК № 359 от 2 мая 1945 года присвоено почётное наименование «Берлинский»[10].

## Награды
- 6-й штурмовой авиационный Люблинский корпус Указом Президиума Верховного Совета СССР от 11 июня 1945 года за образцовое выполнение заданий командования в боях с немецкими захватчиками при овладении столицей Германии городом Берлин и проявленные при этом доблесть и мужество награждён орденом Красного Знамени[11].
- 197-я штурмовая авиационная Демблинская дивизия Указом Президиума Верховного Совета СССР от 9 августа 1944 года награждена орденом «Красного Знамени».
- 198-я штурмовая авиационная Варшавская дивизия Указом Президиума Верховного Совета СССР от 11 июня 1945 года за образцовое выполнение заданий командования в боях с немецкими захватчиками при овладении столицей Германии городом Берлин и проявленные при этом доблесть и мужество награждён орденом «Красного Знамени»[11].
- 41-й штурмовой авиационный Воронежский полк Указом Президиума Верховного Совета СССР от 11 июня 1945 года за образцовое выполнение заданий командования в боях с немецкими захватчиками при овладении столицей Германии городом Берлин и проявленные при этом доблесть и мужество награждён орденом «Красного Знамени»[11].
- 618-й штурмовой авиационный полк за образцовое выполнение заданий командования в боях с немецкими захватчиками за овладение городом Варшава и проявленные при этом доблесть и мужество Указом Президиума Верховного Совета СССР от 19 февраля 1945 года награждён орденом «Суворова III степени»[11].
- 765-й штурмовой авиационный Варшавский полк за образцовое выполнение заданий командования в боях с немецкими захватчиками за овладение городом Альтдамм и проявленные при этом доблесть и мужество Указом Президиума Верховного Совета СССР от 3 мая 1945 года награждён орденом «Суворова III степени»[11].
- 805-й штурмовой авиационный полк за образцовое выполнение заданий командования в боях с немецкими захватчиками за овладение городом Варшава и проявленные при этом доблесть и мужество Указом Президиума Верховного Совета СССР от 19 февраля 1945 года награждён орденом «Суворова III степени»[11].

## Благодарности Верховного Главнокомандующего
Воинам корпуса Верховным Главнокомандующим объявлены благодарности:
- За отличие в боях при овладении городом и важным опорным пунктом обороны немцев и крупным железнодорожным узлом — городом Ковель[12].
- За отличие в боях при овладении штурмом городом Хелм (Холм) — важным опорным пунктом обороны немцев на люблинском направлении[13].
- За отличие в боях при овладении городом и крупным железнодорожным узлом Люблин — важным опорным пунктом обороны немцев, прикрывающим пути на Варшаву[14].
- За отличие в боях при овладении городами Седлец, Миньск-Мазовецки и Луков — мощными опорными пунктами обороны немцев на подступах к Варшаве[15].
- За отличие в боях при овладении городом Варшава — важнейшим стратегическим узлом обороны немцев на реке Висла[9].
- За отличие в боях при овладении городами и крупными узлами коммуникаций Сохачев, Скерневице и Лович — важными опорными пунктами обороны немцев[16].
- За овладение городами Лодзь, Кутно, Томашув (Томашов), Гостынин и Ленчица[17].
- За отличие в боях при овладении городами Влоцлавек и Бжесць-Куявски — крупными узлами коммуникаций и опорными пунктами обороны немцев на левом берегу Вислы, при форсировании реки Варта и овладении с боем город Коло[18].
- За отличие в боях при овладении городами Хоэнзальца (Иновроцлав), Александров, Аргенау и Лабишин — важными узлами коммуникаций и опорными пунктами обороны немцев на подступах к городу Бромберг (Быдгощ)[19].
- За овладение городом Быдгощ (Бромберг) — важным узлом железных и шоссейных дорог и мощным опорным пунктом обороны немцев у нижнего течения Вислы[20].
- За владение городами Франкфурт-на-Одере, Вандлитц, Ораниенбург, Биркенвердер, Геннигсдорф, Панков, Фридрихсфелъде, Карлсхорст, Кепеник и вступление в столицу Германии город Берлин[21].
- За отличие в боях при разгроме берлинской группы немецких войск овладением столицы Германии городом Берлин — центром немецкого империализма и очагом немецкой агрессии[10].